# Esneux
Esneux (in vallone Esneu) è un comune belga di 13 073 abitanti, situato nella provincia vallona di Liegi.